# Adalaria loveni
Adalaria loveni är en snäckart som först beskrevs av Adler och Hancock 1862.  Adalaria loveni ingår i släktet Adalaria och familjen Onchidorididae. Arten är reproducerande i Sverige. Inga underarter finns listade i Catalogue of Life.